# Лю Бін
Лю Бін (кит.: 劉炳; 143 — 15 лютого 145) — 9-й імператор династії Пізня Хань у 144–145 роках. Посмертне ім'я Чун-ді.

## Життєпис
Походив з імператорського роду Лю. Син Лю Бао. У 144 оголошений спадкоємцем. Того ж року після смерті батька оголошується новим імператором. При цьому регенткою стала імператриця-удовиця Лян. За час короткочасного правління цього імператора імперією фактично правив рід Лян. Після смерті імператора новим володарем оголосили двоюрідного брата померлого, Лю Цзуаня. При цьому імператриця Лян зберегла свою посаду регентки.